# 소니 엑스페리아
엑스페리아(XPERIA)은 소니 모바일 커뮤니케이션스에서 출시한 스마트폰 브랜드이다.

## 출시 기종

### 윈도우 모바일
- 엑스페리아 X1
- 엑스페리아 X2

### 안드로이드

#### 소니 에릭슨
- 엑스페리아 X8
- 엑스페리아 X10 미니
- 엑스페리아 X10 미니 프로
- 엑스페리아 X10
- 엑스페리아 아크
- 엑스페리아 레이

#### 소니
- 소니 엑스페리아 S
- 소니 엑스페리아 아이온
- 소니 엑스페리아 아크로 HD
- 소니 엑스페리아 P
- 소니 엑스페리아 U
- 소니 엑스페리아 소라
- 소니 엑스페리아 네오 L
- 소니 엑스페리아 GX
- 소니 엑스페리아 SX
- 소니 엑스페리아 고
- 소니 엑스페리아 아크로 S
- 소니 엑스페리아 미로
- 소니 엑스페리아 타이포
- 소니 엑스페리아 Z
- 소니 엑스페리아 ZL
- 소니 엑스페리아 ZR
- 소니 엑스페리아 Z 울트라
- 소니 엑스페리아 Z1
- 소니 엑스페리아 Z2
- 소니 엑스페리아 E1
- 소니 엑스페리아 C3
- 소니 엑스페리아 Z3
- 소니 엑스페리아 Z3 컴팩트
- 소니 엑스페리아 Z3+
- 소니 엑스페리아 C4
- 소니 엑스페리아 Z5
- 소니 엑스페이아 Z5 컴팩트
- 소니 엑스페리아 Z5 프리미엄
- 소니 엑스페리아 X 퍼포먼스
- 소니 엑스페리아 X 컴팩트
- 소니 엑스페리아 XZ
- 소니 엑스페리아 XZ1
- 소니 엑스페리아 XZ 프리미엄
- 소니 엑스페리아 XZ1
- 소니 엑스페리아 XZ1 컴팩트
- 소니 엑스페리아 XZ2
- 소니 엑스페리아 XZ2 컴팩트
- 소니 엑스페리아 XZ2 프리미엄
- 소니 엑스페리아 XZ3

## 같이 보기
- 소니 엑스페리아 Z 시리즈